# Пекорино Романо
Пекори́но Рома́но (итал. pecorino romano) — солёный сыр, относящийся к категории твёрдых сыров. Производится в Италии. Для его изготовления используется молоко овец, пасущихся на территориях региона Лаций и острова Сардинии.

## История
Впервые этот вид сыра начали готовить около 2 тысяч лет назад в римских окрестностях. Технология его производства упоминается в трудах Плиния Старшего, Марка Теренция Варрона и римского земледельца Колумеллы. Эти же способы изготовления сохранились и в наши дни. Этот вид сыра был основной провизией легионеров Древнего Рима, они брали его с собой в походы. До 1884 года производство сыра происходило в регионе Лаций. Затем власти города установили ограничения, и сыр нельзя было готовить непосредственно в римских магазинах. Его производство перенесли в коммуну Гавои, которая располагается на острове Сардиния.

## Описание
Сыр ароматный и острый, с характерным солёным привкусом. Срок созревания сыра влияет на его остроту, обычно он составляет от 8 до 12 месяцев. У продукта цилиндрическая форма, его масса составляет от 5,5 до 22 килограммов. Диаметр головки сыра равен 20 сантиметрам, а его высота — 30 сантиметрам. У сыра гладкая корочка и плотная текстура. Цвет варьируется от белого до соломенного. На вкус и аромат сыра влияет тип используемого молока. Жирность молока, которое используется в процессе приготовления сыра, должна составлять не меньше 6,8 %. В сыре содержатся аминокислоты, фосфор, кальций, группы витаминов А, В, РР, С и Е. Пекорино Романо — ингредиент паст, супов и салатов, его употребляют как самостоятельную закуску. С мёдом подают в качестве десерта.

## Изготовление
Процесс изготовления сыра начинается в ноябре и длится до июня. Створоженное молоко нагревают до 45 ℃ и ждут сутки. Затем отделяют сыворотку и начинается процесс прессования сыра. После созревания продукта на протяжении 90 дней он становится более сухим и солёным. Сырные головки помещают в специальные камеры, где поддерживается высокая влажность и небольшие температуры. Там они находятся около года.